# Diplolepis mayri
A tüskés rózsagubacs okozója egy gubacsdarázs (Diplolepis mayri), amely különféle vadrózsa (Rosa sp.) fajok levelein, termésén és szárán okoz többkamrás gubacsokat. Ritkább a borzas rózsagubacsnál (Diplolepis rosae), amellyel együtt gyakran előfordul ugyanazon gazdanövényen is. A gubacsok külső morfológiájukban hasonlítanak a borzas rózsagubacsra, de gubacsok felszínét ritkább tüskeszerű emergenciák borítják. A D. mayri gubacsait alkotó kamrák falai vastagabbak, mint a D. rosae kamrák falai.
A tüskés rózsagubacs gyakrabban fordul elő a borzas rózsagubacsnál Európa délkeleti részein, ahol megtalálható a harmadik többkamrás rózsagubacs is, a D. fructuum. Legújabb vizsgálatok alapján a tüskés rózsagubacs a leggyakoribb rózsagubacs Moldova (Románia) területén
A Diplolepis nemzetség Nyugat-Palearktikus elterjedésű fajai közül a D. mayri legközelebbi rokonai a D. rosae és a D. spinosissimae, a D. nervosa és a D. eglanteriae egy külön kládot alkotnak.